# Hadley Wood
Hadley Wood är en ort i Storbritannien.   Den ligger i grevskapet Greater London och riksdelen England, i den södra delen av landet, 18 km norr om huvudstaden London. Hadley Wood ligger 104 meter över havet och antalet invånare är 21 639.
Terrängen runt Hadley Wood är platt. Runt Hadley Wood är det mycket tätbefolkat, med 3 494 invånare per kvadratkilometer. Närmaste större samhälle är City of London, 17,9 km söder om Hadley Wood. Runt Hadley Wood är det i huvudsak tätbebyggt.